# Лукинов, Николай Ефимович
Николай Ефимович Лукинов (18 апреля 1915; Обоянь, Обоянский уезд, Курская губерния, Российская империя — 18 ноября 1982; Ленинград, РСФСР, СССР) — советский актёр театра и кино.

## Биография
Родился 18 апреля 1915 года в городе Обоянь Обоянского уезда Курской области в семье матери, которая работала педагогом и отца, который занимался крестьянством.
Учился в школе-семилетке и окончил её в 1930 году, но менял часто место учёбы по причине служебных назначений своего отца, который ушёл в РККА и служил там на различных командных должностях. Спустя год, в 1931 году семья переехала в Ленинград, там юноша поступил в школу фабрично-заводского ученичества при заводе № 4 имени Калинина, а после окончания в 1933 году устроился слесарем-лекальщмком на это же завод. Трудился на нём до 1935 года, пока не стал студентом актёрского факультета Ленинградского центрального театрального училища по классу Л. Ф. Макарьева. Находясь на последнем курсе, Лукинов для практики впервые выходил на сцену Ленинградского ТЮЗа, после его окончания в 1939 году, остался в труппе данного театра в качестве театрального актёра, но продержался в нём лишь несколько месяцев, так как был призван в ряды Северного флота. Служил в составе Театра Северного Флота в качестве артиста-краснофлотца, где переиграл множество ролей и отслужил в нём всю войну. После демобилизации вернулся в Ленинград и стал служить Театру Балтийского флота один сезон, после чего перевёлся в Театр имени Ленсовета. На некоторое время уезжал в Германию для службы в Театре группы советских войск. Так же снимался в кино.
Ушёл из жизни 18 ноября 1982 года после того, как вошёл в баню, но в ней артист скоропостижно скончался. О смерти узнали спустя определённое время, так как мужчина жил в одиночестве, жены на тот момент уже не было в живых, дочь жила не рядом, у неё была своя семья. Сама дочь не имела известий об отце и подала документы в розыск и только спустя полгода смогла узнать обстоятельства смерти своего отца и место его захоронения. При нём не было документов и его не смогли распознать. Как неопознанного, актёра похоронили в безымянной могиле на Южном кладбище Ленинграда.

### Личная жизнь[1]
- Жена — Александра Дмитриевна Коломийцева (умерла в 1977).
- Дочь — Ольга (умерла в 1992). У неё была своя семья.

## Звания и награды
- Орден Красной Звезды[1]
- Медаль «За боевые заслуги»[1]
- Медаль «За оборону Советского Заполярья»[1]

## Фильмография
- 1952 — Джамбул — Арсений Григорьевич Коваленко
- 1952 — Навстречу жизни — токарь Панченко
- 1953 — Весна в Москве — милиционер
- 1954 — Большая семья — милиционер
- 1955 — Два капитана — начальник патруля
- 1955 — Дело — Иван Андреевич Живец
- 1956 — Крутые горки — Лукин
- 1962 — Королевские дети — советский майор
- 1965 — Музыканты одного полка — солдат

## Оценочные мнения
- По мнению киноведа Алексея Тремасова, после того, как Лукинов перевёлся в театр имени Ленсовета, зарекомендовал себя интересным исполнителем характерных ролей и социальных героев, в которых использовал накопленную в военные годы палитру различных актёрских красок[1].